# ショーン・マーフィー (カナダの政治家)
ショーン・マーフィー（Shawn Murphy 1951年7月27日 - ）は、カナダの政治家、法律家。プリンスエドワードアイランド州のシャーロットタウン出身。カナダ自由党に所属している。
プリンス・エドワード・アイランド大学に通い、その後2000年の総選挙でヒルズボロから出馬し当選する。2004年の総選挙では出身地のシャーロットタウンから出馬し再選する。2008年の総選挙で自由党は過半数を獲得し、シャーロットタウン選出の下院議員2期目を務めた。2010年10月31日、次の選挙に出馬しないと発表した。